# Marly (Nord)
Marly – miejscowość i gmina we Francji, w regionie Hauts-de-France, w departamencie Nord.
Według danych na rok 1990 gminę zamieszkiwało 12 081 osób, a gęstość zaludnienia wynosiła 1503 osób/km² (wśród 1549 gmin regionu Nord-Pas-de-Calais Marly plasuje się na 61. miejscu pod względem liczby ludności, natomiast pod względem powierzchni na miejscu 447.).

## Miasta partnerskie
Olecko, Polska